# يوجين دورف
يوجين دورف هو سياسي أمريكي، ولد في 25 فبراير 1930، وتوفي في 7 سبتمبر 2005. نشط حزبياً في الحزب الديمقراطي. وقد انتخب عضو جمعية ولاية ويسكونسن ‏.